# Sudo Akiko
Sudo Akiko (須藤 安紀子, sinh ngày 7 tháng 4 năm 1984) là một cựu cầu thủ bóng đá nữ người Nhật Bản.

## Đội tuyển bóng đá nữ quốc gia Nhật Bản
Sudo Akiko thi đấu cho đội tuyển bóng đá nữ quốc gia Nhật Bản từ năm 2003 đến 2010.

## Thống kê sự nghiệp
| Nhật Bản  | Nhật Bản | Nhật Bản |
| Năm       | Trận     | Bàn      |
| --------- | -------- | -------- |
| 2003      | 2        | 0        |
| 2004      | 0        | 0        |
| 2005      | 5        | 1        |
| 2006      | 1        | 1        |
| 2007      | 0        | 0        |
| 2008      | 0        | 0        |
| 2009      | 0        | 0        |
| 2010      | 7        | 1        |
| Tổng cộng | 15       | 3        |